# Wilhelm Dörpfeld

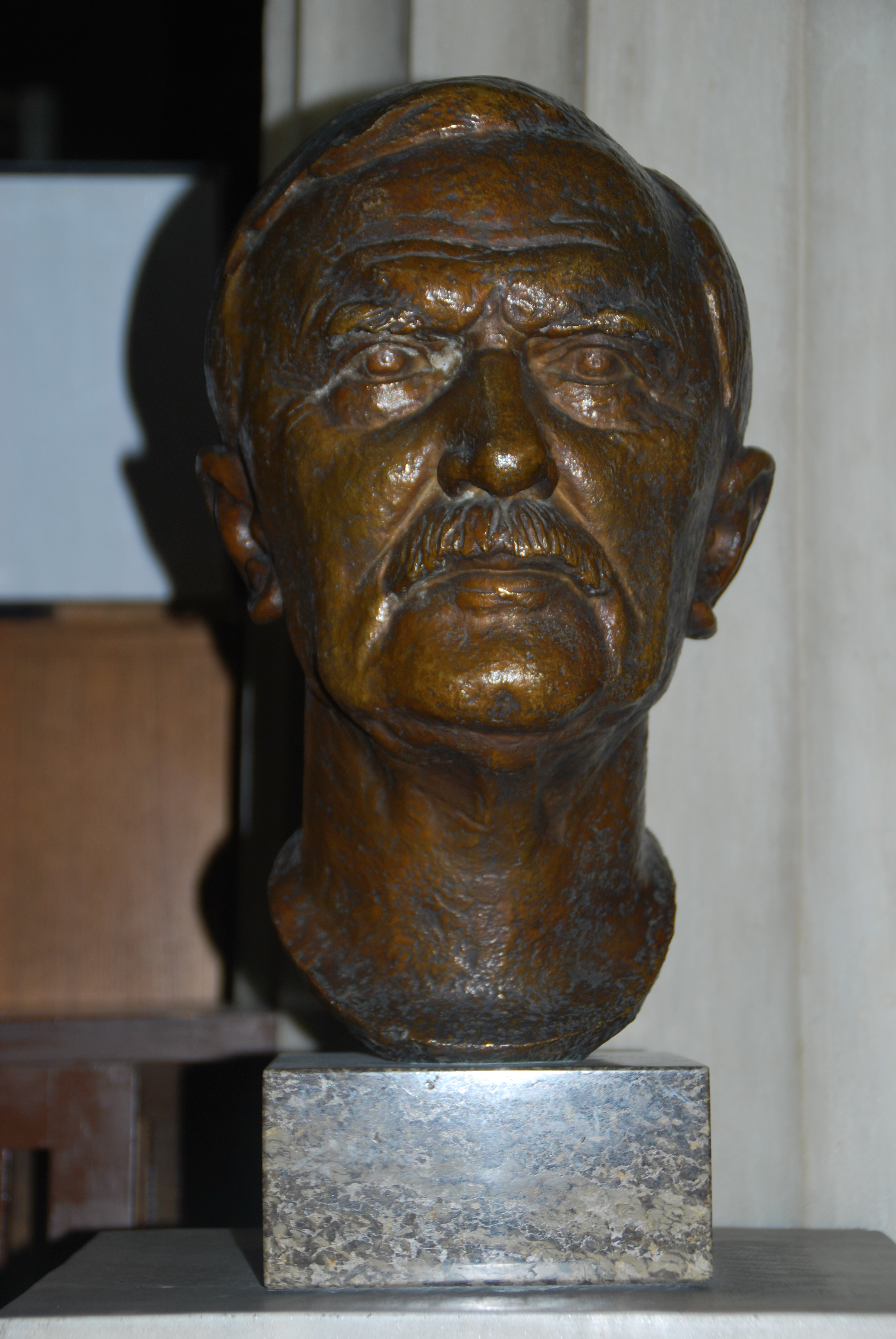
Wilhelm Dörpfeld, Büste in der Bibliothek der Abteilung Athen des Deutschen Archäologischen Instituts

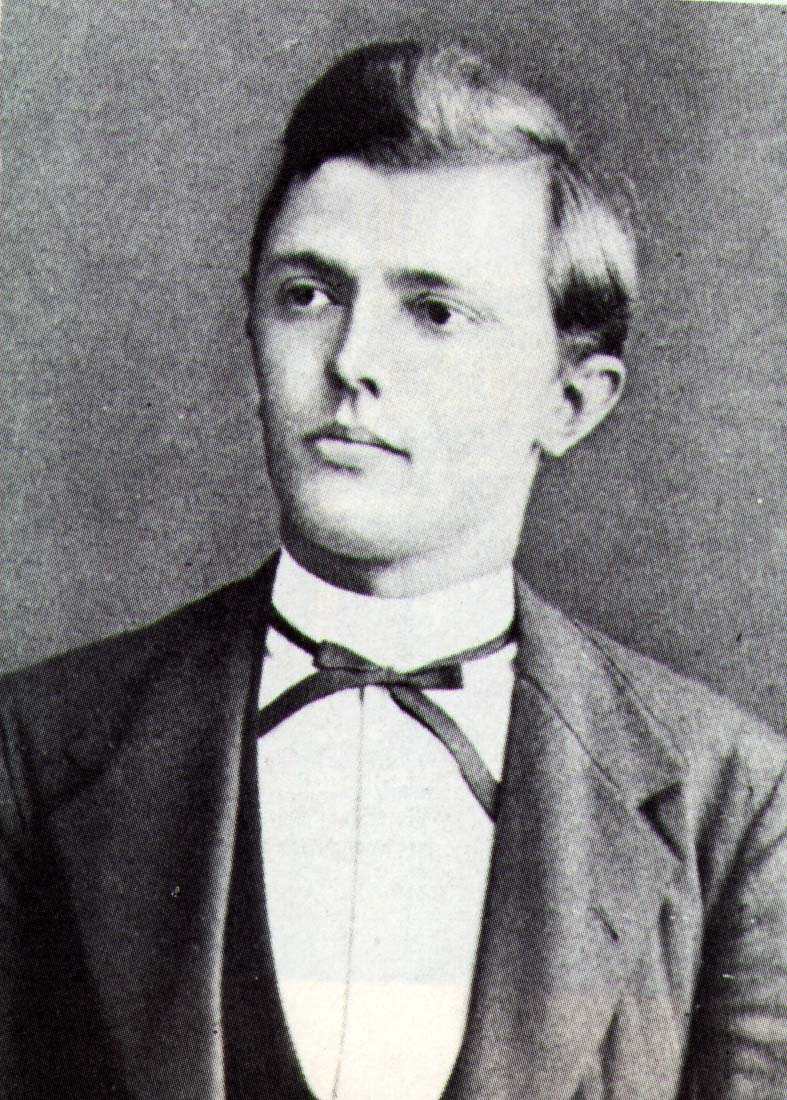
Der junge Wilhelm Dörpfeld

Wilhelm Dörpfeld (* 26. Dezember 1853 in Bredde, Barmen; † 25. April 1940 in Nidri auf Lefkada) war ein deutscher Architekt und Archäologe. Er gilt als Begründer des modernen Grabungswesens und ist einer der bekanntesten archäologischen Bauforscher.

## Leben

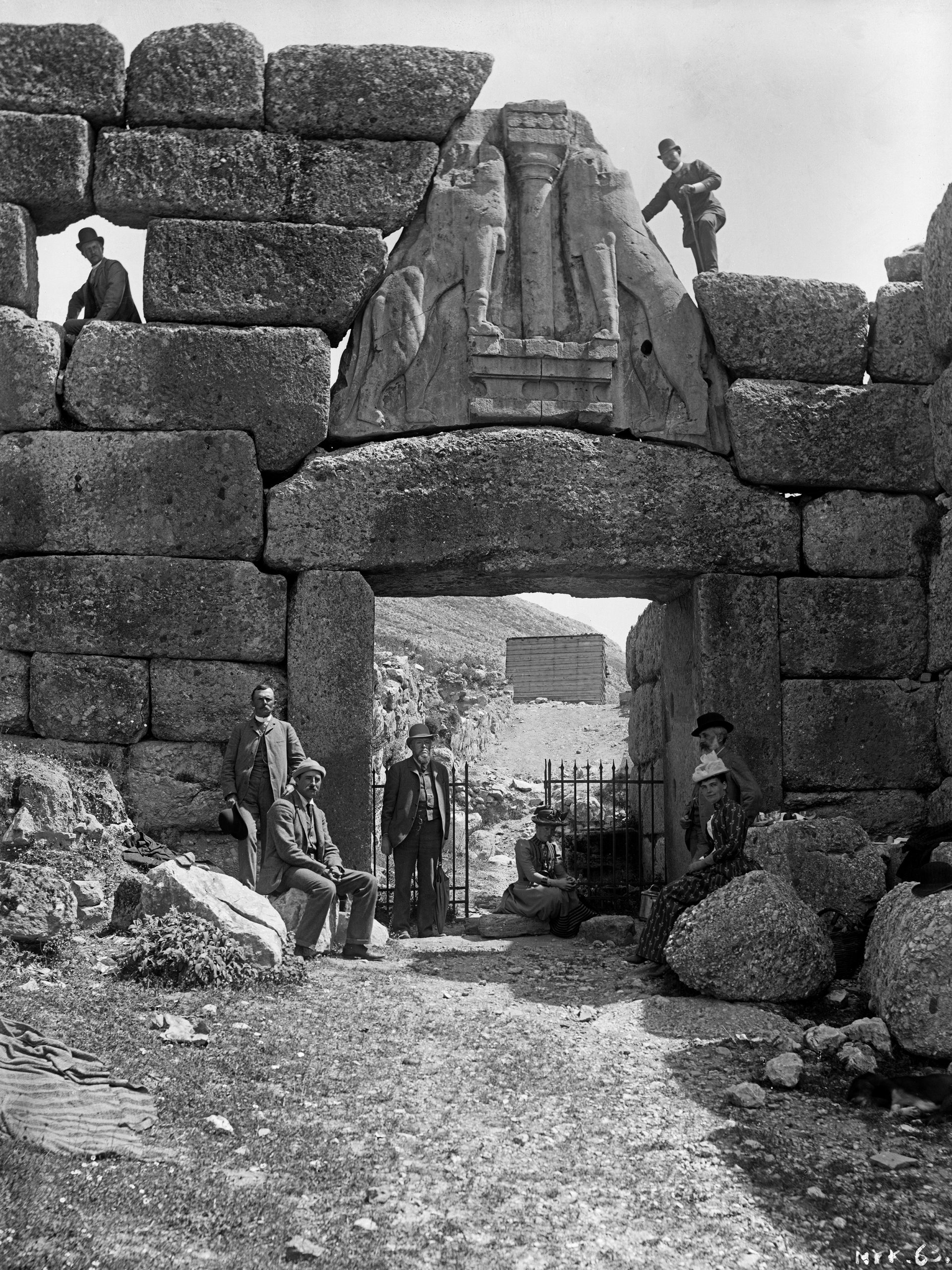
Wilhelm Dörpfeld (links mit Hut in der Hand) und Frau und Ludwig Graf von Wesdehlen und Frau am Löwentor in Mykene (1891)

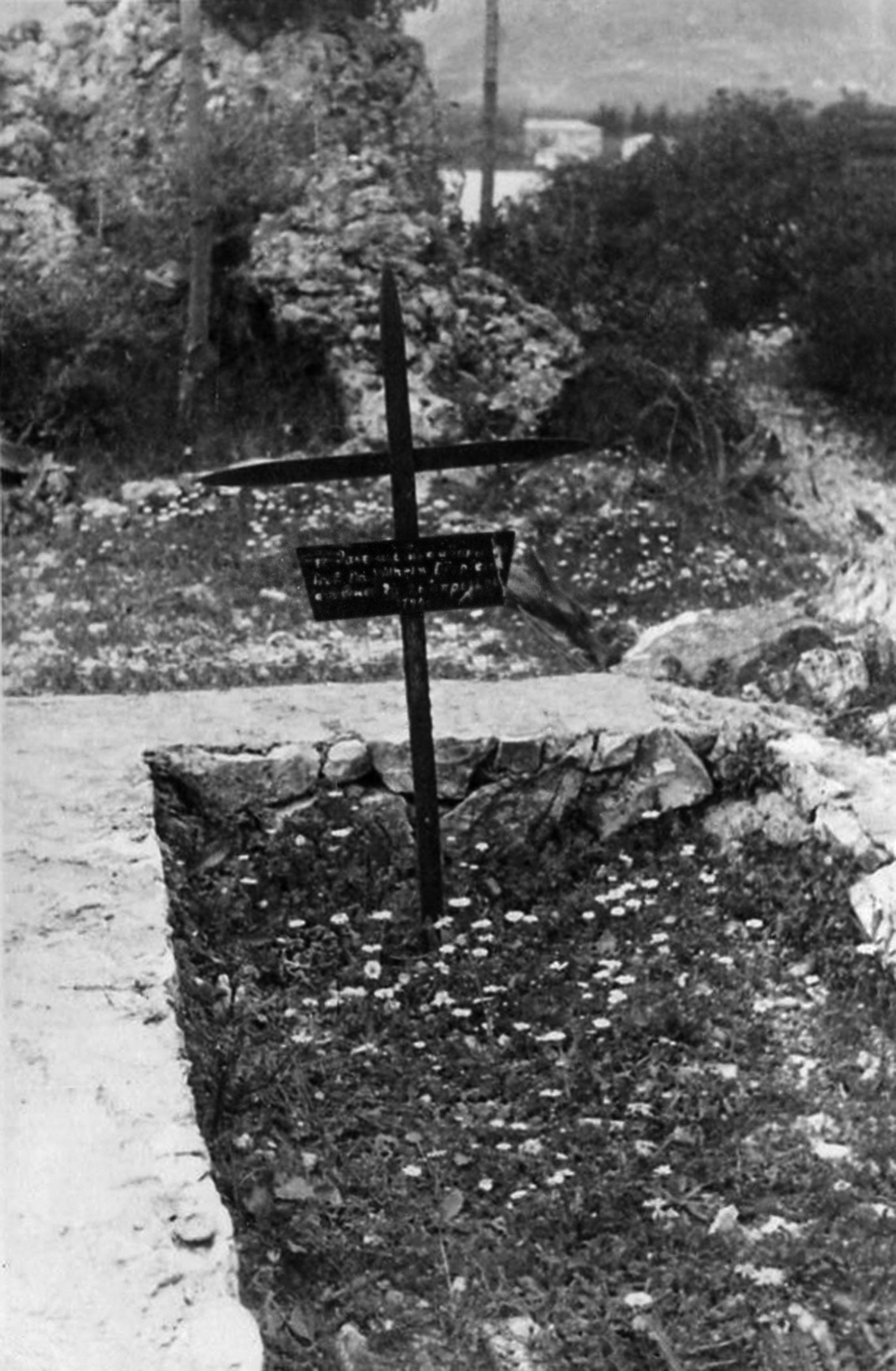
Dörpfelds Grab 1943 gegenüber dem Hafen von Nidri

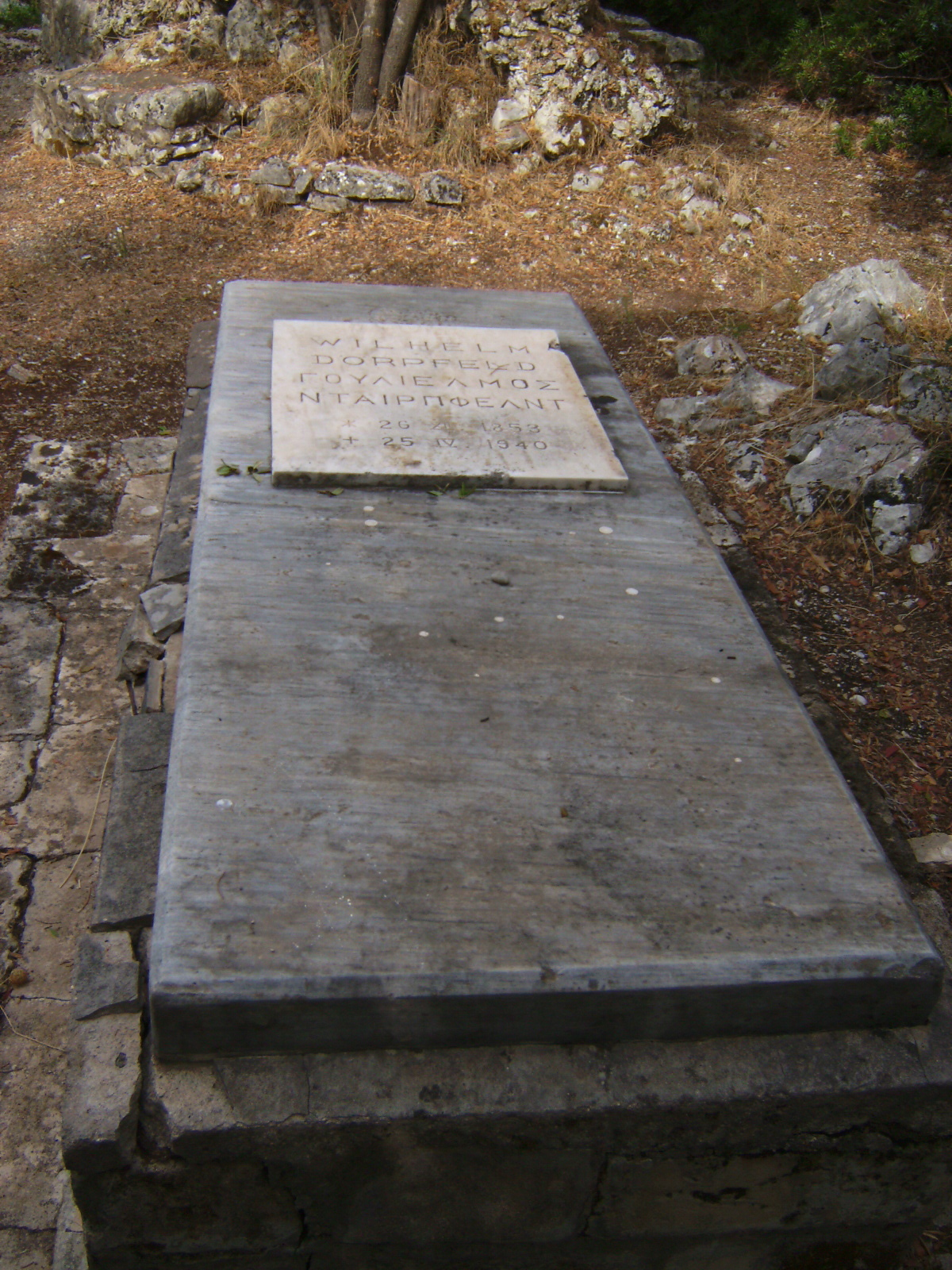
Dörpfelds Grabstelle gegenüber dem Hafen von Nidri

Wilhelm Dörpfeld war der Sohn des Lehrers Friedrich Wilhelm Dörpfeld. Er besuchte das humanistische Gymnasium in Elberfeld, das heute nach ihm benannte Wilhelm-Dörpfeld-Gymnasium, und legte dort im Jahr 1872 das Abitur ab.
Anschließend studierte er Architektur an der Berliner Bauakademie, wo zu seinem Freundeskreis die Architekten Friedrich Graeber und Karl Siebold zählten. Über eine Anstellung im Büro seines Lehrers (und späteren Schwiegervaters) Friedrich Adler fand er den Einstieg in die archäologische Bauforschung.
1877 kam Dörpfeld als Assistent des Grabungsarchitekten Richard Bohn nach Olympia, mit dessen Ausgrabung Ernst Curtius und Friedrich Adler bereits 1874 begonnen hatten. Im Jahr 1878, im Alter von nur 25 Jahren, wurde Dörpfeld die technische Grabungsleitung übertragen. Der Baedeker-Verlag verpflichtete Dörpfeld aufgrund seiner profunden Kenntnisse als Co-Autor bei der Abfassung der Beschreibung Olympias in seinem Band Griechenland (ab 1882).
Nach Abschluss der Arbeiten in Olympia wurde Dörpfeld 1882 von Heinrich Schliemann für die Ausgrabung in Troja gewonnen. Die beiden Archäologen wurden gute Freunde und arbeiteten auch bei weiteren Projekten zusammen. Von 1884 bis 1885 gruben sie zusammen in Tiryns. Zwischen 1885 und 1890 nahm Dörpfeld immer wieder an den griechischen Ausgrabungen auf der Akropolis von Athen teil, bei denen unter anderem die Fundamente des Alten Athena-Tempels freigelegt wurden. Von 1888 bis 1890 gruben Schliemann und Dörpfeld auch wieder gemeinsam in Troja. Nach Schliemanns Tod 1890 führte Dörpfeld die dortigen Grabungen weiter. Ihm gelang eine erste klare Deutung der zahlreichen Siedlungsschichten Trojas.
Dörpfeld war von 1886 an für ein Jahr Zweiter Sekretär, dann bis 1912 Erster Sekretär (Direktor) der Abteilung Athen des Deutschen Archäologischen Instituts. Er gilt als Begründer des wissenschaftlichen Grabungswesens in der Archäologie. Der historische Gewinn von Ausgrabungen wurde durch von ihm neu entwickelte Grabungsmethoden vervielfacht. Dazu gehören die präzise Dokumentation des Befundes durch Steinpläne mit Sturzlagen, die Beobachtung der archäologischen Schichten (Stratigraphie) und die zeichnerische Aufnahme wichtiger einzelner Steine sowie die gewissenhafte Begründung vorgeschlagener Rekonstruktionen.
Wilhelm Dörpfeld gründete im Jahre 1896 die Deutsche Schule Athen. Weitere wichtige Ausgrabungen und Forschungen: Von 1900 bis 1913 mit Alexander Conze Mittel- und Unterstadt von Pergamon; 1931 Untersuchungen auf der Agora von Athen. Von 1905 bis 1907 und von 1927 bis 1929 arbeitete Paul Schazmann mit Dörpfeld in Pergamon zusammen.
Seine späten Arbeiten zur Frühgeschichte des Heiligtums von Olympia und zum Ursprung mykenischer Kultur waren hingegen glücklos, ebenfalls seine Bemühungen ab 1900, das homerische Ithaka auf Lefkas nachzuweisen.
Wilhelm Dörpfeld verstarb am 25. April 1940, sein Grab befindet sich gegenüber dem Hafen von Nidri.

## Familie

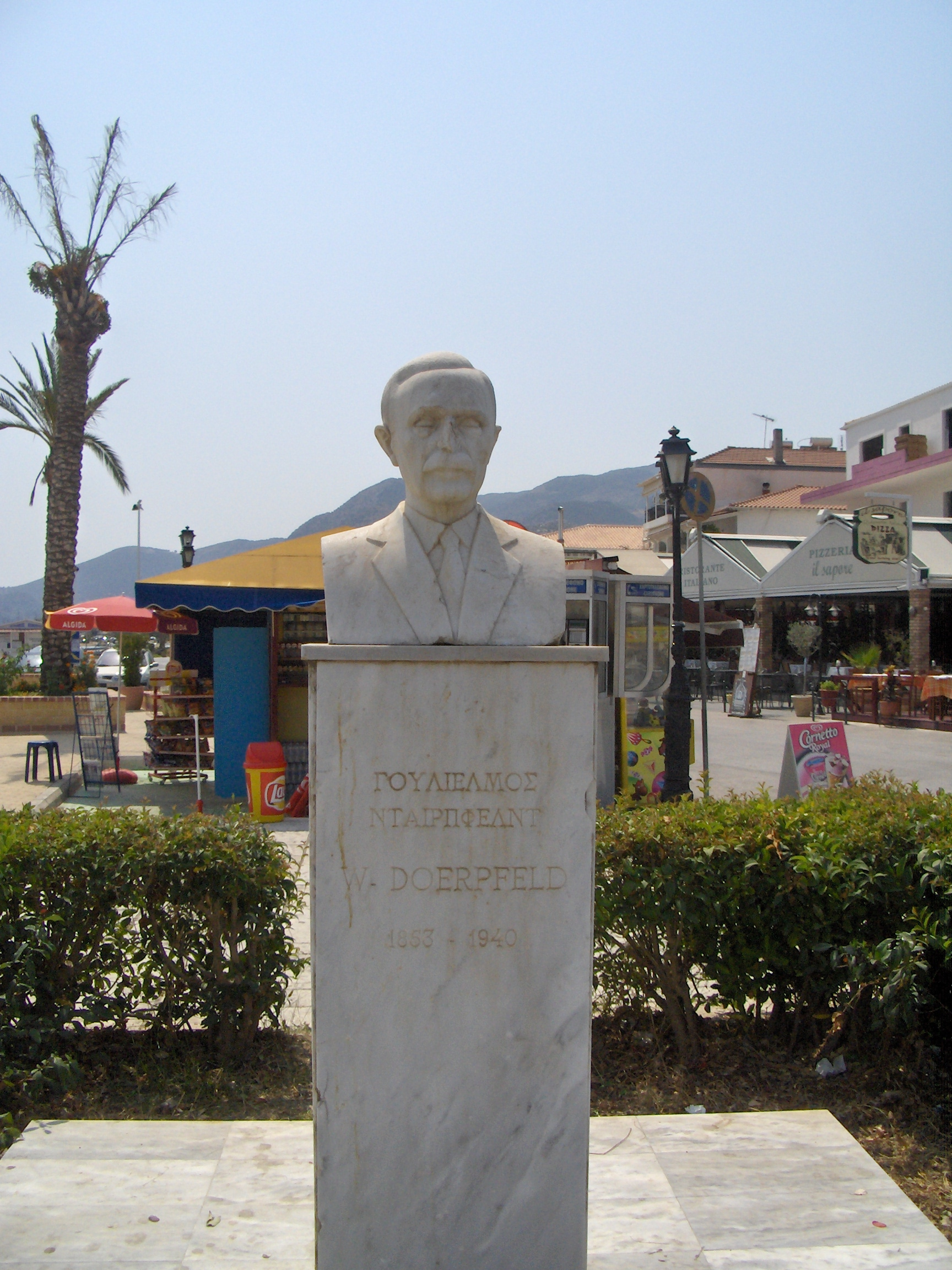
Wilhelm Dörpfeld, Denkmal am Hafen von Nidri

Wilhelm Dörpfeld war seit 1883 mit Anne Adler (1860–1915), der Tochter seines Lehrers Friedrich Adler, verheiratet. Aus dieser Ehe gingen zwei Töchter Else (1883–1917) und Agnes (1886–1935) sowie der Sohn Friedrich Gustav Richard, genannt Fritz, (1892–1966) hervor.

## Politische Haltung
Im September 1914 war er Mitunterzeichner des Manifests der 93, das die deutsche Schuld am Kriegsausbruch und deutsche Verbrechen im überfallenen Belgien in Abrede stellte.

## Ehrungen

### Auszeichnungen
Für seine Leistungen auf dem Gebiet der Archäologie erhielt Dörpfeld sieben Ehrendoktorwürden und 1892 den Professorentitel.
- 1882 Ehrendoktor der Universität Würzburg
- Ehrenmitglied der Society for the Promotion of Hellenic Studies
- 1896 Ehrendoktor der Princeton University
- 1897 Mitglied der American Academy of Arts and Sciences
- 1909 Ehrendoktor der Universität Leuven
- 1919  Ehrendoktor der Technischen Hochschule Berlin
- 8. April 1923 Honorarprofessor der Universität Jena
- 1933 Adlerschild des Deutschen Reiches
- 1939 Ehrenmitglied der Preußischen Akademie der Wissenschaften[2]

### Namensgeber
In Deutschland:
- 1936: Umbenennung des Gymnasiums in Wuppertal-Elberfeld in Wilhelm-Dörpfeld-Gymnasium
- 1951: Umbenennung der Bismarckstraße im Berliner Ortsteil Adlershof in Dörpfeldstraße
- Dörpfeldstraße in Hamburg-Osdorf
- 1971: Wilhelm-Dörpfeld-Weg im Olympiapark München, der vom Spiridon-Louis-Ring zur Parkharfe führt[3]

In Griechenland:
- Deutsche Schule Athen – Dörpfeld-Gymnasium in Athen
- Οδός Δαίρπφελδ (Dörpfeldstraße) in Athen-Patissia
- Οδός Δαίρπφελδ (Dörpfeldstraße) in Kerkyra/Korfu (Stadt)
- Οδός Δαίρπφελδ (Dörpfeldstraße) in Lefkada (Stadt)

## Schriften
- mit Friedrich Graeber, Richard Borrmann und Karl Siebold: Über die Verwendung von Terrakotten am Geison und Dache griechischer Bauwerke (= Programm zum Winckelmannsfeste der Archäologischen Gesellschaft zu Berlin 41). Verlag G. Reimer, Berlin 1891 (Digitalisat).
- mit Emil Reisch: Das griechische Theater, Beiträge zur Geschichte des Dionysos-Theaters in Athen und anderer griechischer Theater. Barth & von Hirst 1896 doi:10.11588/diglit.5442.
- Troja und Ilion. Ergebnisse der Ausgrabungen in den vorhistorischen und historischen Schichten von Ilion 1870–1894. 2 Bände. Beck & Barth, Athen 1902 doi:10.11588/diglit.1552.
- Olympia in römischer Zeit. 1914. (Digitalisat)
- Alt-Olympia. 2 Bände, 1935.
- Alt-Athen und seine Agora. 2 Bände, 1937–1939.
- Erechtheion. Zeichnungen und Bearbeitung von Hans Schleif. Mittler, Berlin 1942 (Digitalisat).
- Daten meines Lebens. Hrsg. von Klaus Goebel und Chara Giannopoulou, Patras 2010. ISBN 978-960-6684-62-3.

Zu weiteren Schriften siehe unten (Weblink, Wikisource) sowie das vollständige Schriftenverzeichnis:
- Peter Goessler, in: Archäologischer Anzeiger 1950/1951, S. 381ff.